# 드레싱 (의료)

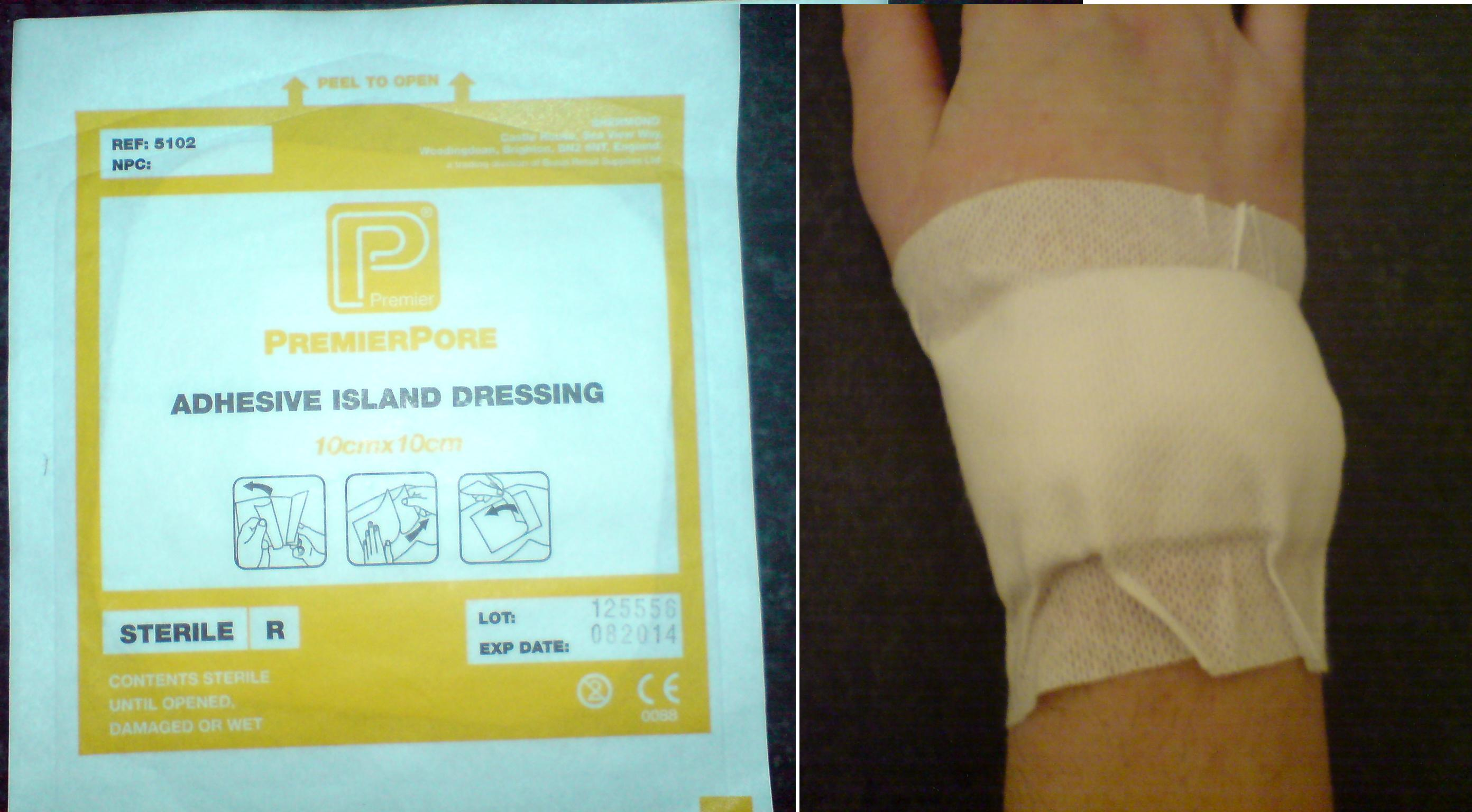
드레싱의 원래 포장(왼쪽)과 사람의 손목에 붙인 모습(오른쪽).

드레싱(dressing, 순화어:상처 치료, 상처 치료약)은 상처의 치유 속도를 빠르게 하고 상처난 부위에 더 위해를 가하지 못하게 하기 위해 상처에 붙이는 멸균 거즈나 압박대, 행위 자체를 말한다. 드레싱은 상처 부위에 바로 닿도록 설계되어 있으며, 드레싱을 부위에 고정시키는데 주로 사용되는 붕대와는 구별한다. 현대의 수많은 드레싱은 자체 접착제가 있다. 드레싱 과정 동안 무균 상태 유지가 필요하다.

## 의학 목적
드레싱은 상처의 종류, 심각도, 위치에 따라 수많은 목적이 있지만 공통이 되는 목적은 회복을 빠르게 하면서 위해를 가하지 못하도록 보호하는 것이다. 드레싱의 주요 목적은 다음과 같다:
- 출혈 저지
- 감염으로부터 보호
- 삼출액 흡수
- 통증 완화
- 상처 괴사 조직 제거
- 심리적 스트레스 제거

## 드레싱의 사용
드레싱을 적용하는 것은 응급처치의 기술이지만 수많은 사람들은 특히 사소한 상처에 대해서는 특별한 훈련 없이 실천할 수 있다.
드레싱을 바꾸거나 적용하는 일은 간호에서 흔히 볼 수 있는 일이다.

## 같이 보기
- 창상
- 화상
- 응급처치
- 거즈
- 소독
- 음압상처치료